# 冬の踊り子
冬の踊り子（ふゆのおどりこ、Fuyuno Odorico）は、2003年に、詩人で美術家である古賀鈴鳴が中心となって設立された、不定形な音楽集団、ポップ・グループである。
リーダーの古賀以外のメンバーは、ライヴやレコーディングなどのたびごとに、替わってゆく。
常時、バンドメンバーを募集している存在のバンドである。
様々なライヴハウス、ロックフェス、イベントでライヴコンサート、GIGを行っている。
メンバーには、楽器初心者もいれば、プロのミュージシャンもいたりと、幅広い。
音楽性も、ひとつの曲にもいくつもの様々なアレンジが存在し雑食的である。
中心人物の古賀鈴鳴は、グラフィックデザイナーとして、くるりや、曽我部恵一、遠藤賢司、ウラニーノ、東京カランコロン等・・・のCDジャケット、アパレルブランド「mercibeaucoup,」「FRAPBOIS」「HELMUT LANG」「CABANE de zucca」等のグラフィック、書籍で小説やヴィジュアル本の装幀を多く手がけている。
場所やイベント趣旨、メンバー人数によって、楽曲内容、バンド自体も、まったく様変わりする。
精神的パンクを基調とした、アコースティック、フォーク、ロック、ヒップホップ、ポストロック、エレクトロニカ、ジャズ、童謡、歌謡、ちんどん、サイケデリック等をごちゃまぜに内包した、ミクスチャーバンド。

## 来歴
- 2003年　初GIG。始まりは、ヴォサノバ（vOSSANObA）ギター＋サンプラーの2人編成ヒップホップ。
- 2004〜2005年 年に1〜2回しかGIGをしないゆるやか活動。ほとんどが楽器初心者。
- 2006年 1st album『 JAZZ 』をリリース。フリー・フォーク的側面が強くなる。
- 2008年 2nd album 『 映画 』をリリース。4〜5人編成での映像的な音楽性、フォークトロニカ的側面が強くなる。
- 2009年　恵比寿LIQUIDROOMでのROSE RECORDS 5周年イベント『 東京360分 』、『 Borofesta'08 』、

『 みやこ音楽祭'09 』、『 wild gun crazy presents"Dynamite Heaven's festival" 7th anniversary special!! in 下北沢" 』等の国内フェス参加。
- 2010年　さまざまなバンドからメンバーが集まり、さまざまな形態でのステージが多くなる。
- 2011年　『 りんご音楽祭 2011 』に出演。

## 概要と特徴
- 冬の踊り子の合言葉は “ 全員参加の方向で ”。
- 古今東西、あらゆる音楽を吸収し奏でる、多人数のポップ・グループ。
- ありとあらゆる種類の楽器奏者を募集中の音楽団。柔軟なリスナー耳と、腕と、好奇心をもった個性を求めている。
- 同じ曲の演奏でも、PUNKや、ボサノヴァアレンジなどがあり、メンバーによって、毎回、曲が生き物のように変化する。

## メディア

### 雑誌
- 「 remix (ﾘﾐｯｸｽ) 」2008年 12月号 （表紙/電気グルーヴ）　2ndアルバムについて 古賀鈴鳴インタヴュー

### ラジオ
- 原田郁子（クラムボン）のラジオ『胡麻みそズイ』　2009年 4月　 古賀鈴鳴がゲスト出演

## ディスコグラフィー

### アルバム
- 1st album『 JAZZ 』　2006.1.31 on sale　推薦文 : 曽我部恵一　ライナーノーツ : 皆川明（ mina perhonen ）
- 2nd album『 映画 』　2008.11.11 on sale　推薦文 : 小山田圭吾（ Cornelius ）、曽我部恵一
- いくつかのコンピにも作品を提供している。

### DVD
- ROSE RECORDS presents V.A『 東京360分 』　（2009年12月20日）
  - ROSE RECORDS 5周年アニバーサリー・イベントとして恵比寿LIQUIDROOMで行われた＜東京360分＞を追ったドキュメンタリー作品。